# Ezoa en niet anders
Ezoa en niet anders is het vierde album van de Vlaamse hiphopgroep 't Hof van Commerce.

## Tracklist
1. Oed Under Grjid
2. Niemand Grodder
3. Zonder Fans Gin Bands
4. Jaloes
5. Skit Omoage (En Kopt Drip)
6. Lop Mo Deure
7. Achter 8 Jaer
8. 20 Frang Da Aufgeplakt
9. Leegaert
10. Super Commerce Bros.
11. In De Rayoeng
12. Ik Wil U Geld
13. Borsjt
14. Gisterenaevend Laete
15. Driekartkilo Tekstn
16. Van De Fakteur
17. Oei Gin Vlams Verstaet